# Casa Grande del Pueblo

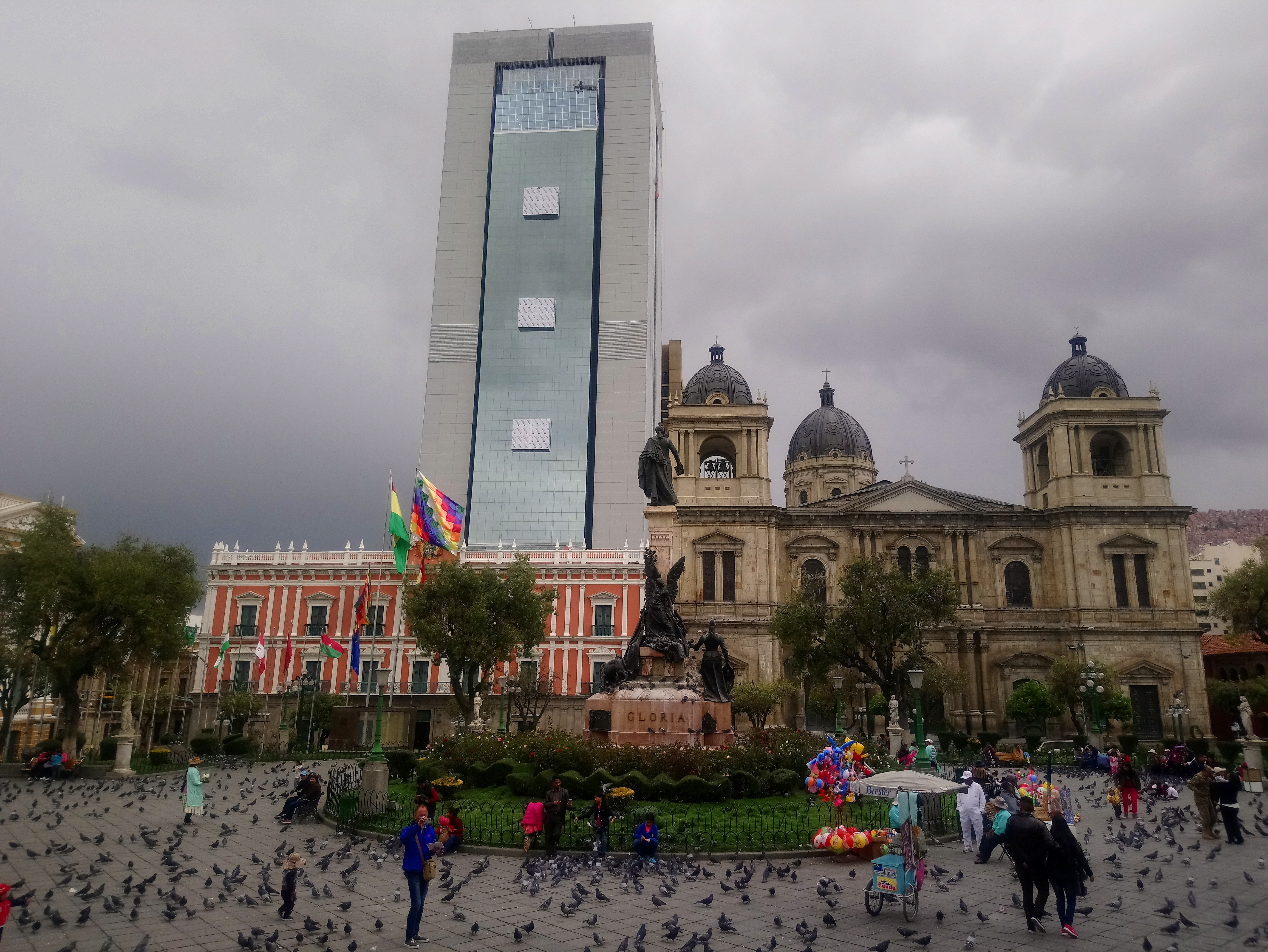
Das Casa Grande del Pueblo hinter dem Palacio Quemado

Das Casa Grande del Pueblo (deutsch: Großes Haus des Volkes) ist ein Regierungsgebäude in La Paz, dem Regierungssitz Boliviens. In ihm sind der Sitz des bolivianischen Präsidenten, des Vizepräsidenten und weitere Ministerien angesiedelt.
Das Gebäude wurde am 9. August 2018 eingeweiht und ersetzt damit den Palacio Quemado genannten bisherigen Präsidentenpalast, der an der Plaza Murillo liegt. Mit einer Höhe von 119,8 m ist das Gebäude eines der höchsten der Stadt und ganz Boliviens. Es verfügt über 29 Etagen und eine luxuriöse Ausstattung, die von der Opposition kritisiert, von der Regierung jedoch als verhältnismäßig verteidigt wurde.